# Johann Schwarzer

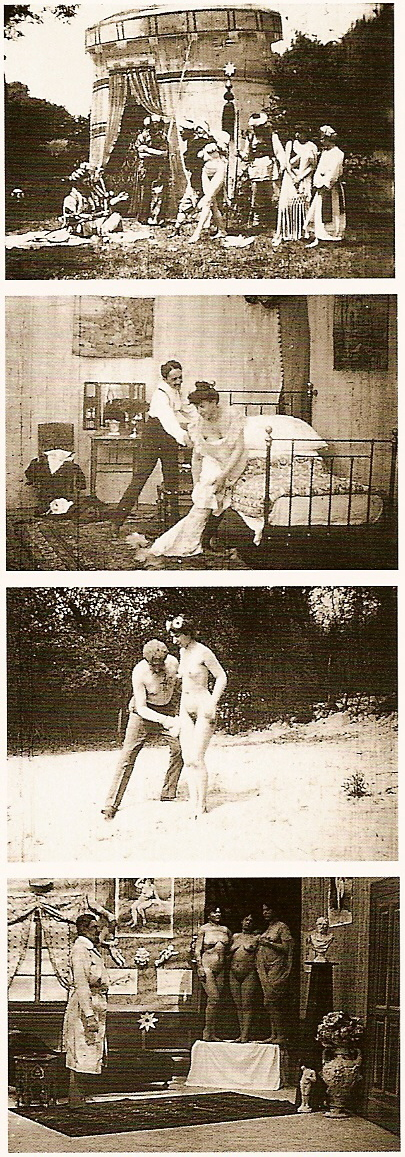
Ausschnitte aus verschiedenen Filmen Johann Schwarzers; hergestellt um 1906, 1907.

Johann Schwarzer (* 30. August 1880 in Jauernig, Österreichisch-Schlesien; † 10. Oktober 1914 im Ersten Weltkrieg) war ein österreichischer Fotograf, Filmregisseur und -produzent sowie Gründer der ersten österreichischen Filmproduktionsgesellschaft Saturn-Film. Für dieses 1906 gegründete Ein-Mann-Unternehmen stellte er bis zur Zwangsauflösung 1910 52 erotische Kurzfilme her.

## Leben
Schwarzer übersiedelte nach Wien, wo er den Beruf eines Fotografen und Chemikers erlernte. 1906 eröffnete er ein Fotoatelier, wo er neben gewöhnlichen Porträt- und Familienfotografien auch Aktfotos machte, zum Teil auch als Glasdiapositive für Schausteller. Da sich Filmaufnahmen von spärlich bekleideten Damen nach wie vor großer Nachfrage erfreuten, entschloss er sich noch im selben Jahr, neben seiner Fotografentätigkeit auch „Herrenabend-Films“, so eine der gängigen Bezeichnungen für erotische Kurzfilme damals, herzustellen. Seine Filme gehören zu den ersten nicht privaten österreichischen Filmproduktionen. Für diesen Zweck erfand er die Marke „Saturn-Film“, unter deren Namen seine Filme von nun an verbreitet wurden. Erstmals an die Öffentlichkeit wandte er sich mit einer großflächigen, eine Seite breiten Anzeige in einer Filmzeitschrift vom 3. November 1906.
Von der Freizügigkeit der Aufnahmen her sind seine Filme zwischen jener „leichten Kost“ der großen Filmgesellschaften, allen voran der Pathé Frères, wo die Darstellerinnen zumeist noch leicht bekleidet waren, und jenen bis ins Pornografische gehenden Aufnahmen von kleineren Unternehmen oder Einzelpersonen, die häufig anonym kursierten und weiterverkauft wurden, einzuordnen.
Johann Schwarzer fiel am 10. Oktober 1914 in einer der ersten Schlachten des Ersten Weltkrieges als Reserveleutnant.

## Filmografie (Auswahl)
- 1908/1910: Weibliche Assentierung
- 1910: Lebender Marmor